# قلعة نايف
 قلعة نايف إحدى القلاع المهمة في إمارة دبي في الإمارات العربية المتحدة. وتعد قلعة نايف من المعالم الأثرية البارزة في دبي حيث تعكس تاريخ التطور المعماري في  المنطقة. وقد شيدت القلعة من الطين المعروف بالمدر الذي يتصف بتماسكه وقوته، إضافة إلى الخشب السميك، وكان الجزء الأول الذي تم بناؤه في القلعة هو البرج الذي كان يسمى المقبض، حيث كان يعد كسجن لمخالفي القانون والمجرمين، كما ضمت القلعة مكاتباً وسكناً  للضباط  وساحة كانت تستخدم كمربط للخيول. تقع القلعة في منطقة نايف بديرة، وكانت تمثل البوابة الشمالية للمدينة، إذ تعد أول مبنى يصادفه الزائر القادم من جهة الشمال.    
شيدت القلعة كمركز للحماية والأمن في العام 1939 بأمر من الشيخ راشد بن سعيد آل مكتوم ولتكون مقراً لشرطة دبي وبقيت كذلك حتى العام 1965.  وقد أعيد تجديد وترميم القلعة في العام 1997 مع الحفاظ على معالمها الأثرية، بالإضافة لتحويل جزء منها لمتحف رسمي مفتوح للزوار ومخصص للتعريف بتاريخ شرطة دبي وتطورها.   

## قلاع الإمارات
- قائمة قلاع وحصون الإمارات
- القيادة العامة لشرطة دبي